# Évêque de Dunwich

Carte des diocèses d'Angleterre au IXe siècle.

L'évêché de Dunwich est un ancien évêché d'Angleterre.

## Histoire
Félix de Burgondie devient le premier évêque des Angles de l'Est vers 630. Son siège se situe à Dommoc, une localité couramment identifiée à Dunwich. Son diocèse, qui couvre l'intégralité du royaume, est divisé en deux en 672, avec la création de l'évêché d'Elmham. Après cette date, le diocèse de Dunwich ne s'étend plus que sur le Sud du royaume, qui correspond approximativement à l'actuel comté du Suffolk.
La succession épiscopale est interrompue à Dunwich comme à Elmham vers la fin du IXe siècle, lorsque l'Est-Anglie subit de plein fouet les invasions vikings. Un diocèse unique pour l'Est-Anglie est recréé vers le milieu du Xe siècle, avec Elmham pour siège.
Un évêché de Dunwich est recréé en 1934 par l'Église d'Angleterre, mais sans diocèse propre : son détenteur est un suffragant du diocèse de St Edmundsbury et Ipswich.

## Liste des évêques de Dunwich

### Évêques des Angles de l'Est
- 630 × 631 – 647 × 648 : Félix de Burgondie
- 647 × 648 – 652 × 653 : Thomas
- 652 × 653 – 669 × 670 : Berhtgisl
- 669 × 670 – 672 × ??? : Bisi

### Évêques de Dunwich
- 672 × ??? – ??? : Æcci
- ??? : Æscwulf
- fl. 716 : Eardred
- ??? : Cuthwine
- fl. 731 : Aldberht
- fl. 742 : Ecglaf
- fl. 747 : Eardwulf
- ??? × 781 – 789 × 793 : Heardred
- 789 × 793 – 798 : Ælfhun
- 798 – 816 × 824 : Tidferth
- 816 × 824 – 824 × 825 : Wærmund
- 824 × 825 – 845 × 870 : Wilred
- 845 × 870 – ??? : Æthelweald